# Szolnok Soldiers 2011
Questa voce raccoglie le informazioni riguardanti i Szolnok Soldiers nelle competizioni ufficiali della stagione 2011.

## Divízió I 2011

### Stagione regolare
| Zalaegerszeg 13 marzo 2011 1ª giornata | Zala Predators | 13 – 19 | Szolnok Soldiers | Zalaegerszegi Stadion |

| 3 aprile 2011 4ª giornata | Szolnok Soldiers | 6 – 10 | Békéscsaba Raptors |  |

| 24 aprile 2011 7ª giornata | Jászberény Wolverines | 6 – 38 | Szolnok Soldiers |  |

| 15 maggio 2011 10ª giornata | Dunaújváros Gorillaz | 20 – 0 | Szolnok Soldiers |  |

| 21 maggio 2011 11ª giornata | Szolnok Soldiers | 2 – 35 | Nyíregyháza Tigers |  |

| 4 giugno 2011 13ª giornata | Szolnok Soldiers | 27 – 6 | Eger Heroes |  |

### Playoff
| 18 giugno 2011 Wild Card | Békéscsaba Raptors | 16 – 6 | Szolnok Soldiers |  |

## Statistiche di squadra
| Competizione      | %Vittorie | In casa | In casa | In casa | In casa | In casa | In casa | In trasferta | In trasferta | In trasferta | In trasferta | In trasferta | In trasferta | Totale | Totale | Totale | Totale | Totale | Totale |
| Competizione      | %Vittorie | G       | V       | N       | P       | Pf      | Ps      | G            | V            | N            | P            | Pf           | Ps           | G      | V      | N      | P      | Pf     | Ps     |
| ----------------- | --------- | ------- | ------- | ------- | ------- | ------- | ------- | ------------ | ------------ | ------------ | ------------ | ------------ | ------------ | ------ | ------ | ------ | ------ | ------ | ------ |
| Stagione regolare | .500      | 3       | 1       | 0       | 2       | 35      | 51      | 3            | 2            | 0            | 1            | 57           | 39           | 6      | 3      | 0      | 3      | 92     | 90     |
| Playoff           | .000      | 0       | 0       | 0       | 0       | 0       | 0       | 1            | 0            | 0            | 1            | 6            | 16           | 1      | 0      | 0      | 1      | 6      | 16     |
| Totale            | .429      | 3       | 1       | 0       | 2       | 35      | 51      | 4            | 2            | 0            | 2            | 63           | 55           | 7      | 3      | 0      | 4      | 98     | 106    |